# Blitz de Liverpool
Seconde Guerre mondiale
Batailles
Front d'Europe de l'Ouest
- Campagnes du Danemark et de Norvège
- Bataille de France
- Bataille de Belgique
- Bataille des Pays-Bas
- Bataille d'Angleterre
- Blitz
- Opération Myrmidon
- Opération Ambassador
- Raid de Dieppe
- Sabordage de la flotte française à Toulon
- Bataille aérienne de Berlin
- Bataille de Normandie
- Débarquement de Provence
- Libération de la France
- Campagne de la ligne Siegfried
- Bataille du Benelux
- Poche de Breskens
- Bataille des Vosges (Bruyères)
- Bataille des Ardennes
- Bataille de Saint-Vith
- Siège de Bastogne
- Opération Bodenplatte
- Opération Nordwind
- Campagne de Lorraine
- Bataille d'Alsace (Forêt de la Hardt, Poche de Colmar Jebsheim)
- Campagne d'Allemagne
- Raid de Granville
- Libération d'Arnhem
- Bataille de Groningue
- Insurrection géorgienne du Texel
- Bataille de Slivice
- Capitulation allemande

Front d’Europe de l’Est

Campagnes d'Afrique, du Moyen-Orient et de Méditerranée

Bataille de l’Atlantique

Guerre du Pacifique

Guerre sino-japonaise

Théâtre américain
Le Blitz de Liverpool désigne le bombardement intensif de la ville britannique de Liverpool et de ses alentours par la Luftwaffe allemande durant la Seconde Guerre mondiale.
Liverpool, conjointement avec Birkenhead, formait alors le plus vaste port de la côte occidentale du Royaume-Uni, revêtant une importance stratégique capitale pour l’effort de guerre britannique. Cette prééminence lui valut d’être la région la plus bombardée hors de Londres, subissant les assauts répétés de la Luftwaffe. Toutefois, les récits des dommages, intentionnellement évasifs afin de ne pas éclairer l’ennemi, furent édulcorés dans la presse à des fins propagandistes, suscitant parmi les Liverpuldiens le sentiment amer que leurs tribulations furent minorées au regard d’autres régions plus médiatisées. Le bilan, pourtant, fut des plus lourds : près de 4 000 personnes périrent dans la région du Merseyside durant le Blitz, ce qui la place au second rang des pertes humaines, derrière la capitale, laquelle déplora plus de 40 000 morts à la fin du conflit.
Liverpool, Bootle et l’ensemble de Wallasey Pool constituaient des sites d’une importance stratégique majeure durant la Seconde Guerre mondiale. Le port de Liverpool, durant de longues années, fut le principal trait d’union entre le Royaume-Uni et l’Amérique du Nord, jouant un rôle capital dans l’engagement britannique lors de la bataille de l’Atlantique. Outre qu’il offrait un mouillage aux vaisseaux de guerre de maintes nations, ses quais et ses dockers acheminèrent plus de 90 % du matériel belliqueux importé en Grande-Bretagne depuis l’étranger, près de soixante-quinze millions de tonnes transitant par ses dix-huit kilomètres d’appontements. Liverpool marquait l’extrémité orientale d’une chaîne d’approvisionnement transatlantique, reliant le continent nord-américain. En outre, nombre d’industries se trouvaient fortement concentrées en ces lieux, ainsi que dans la ville voisine de Birkenhead, située sur l’autre rive de la Mersey.

## Contexte
L’évacuation des enfants (Opération Pied Piper) lors de l’entrée en guerre, en septembre 1939, constituait une mesure préventive destinée à soustraire la population des cités et contrées stratégiques aux bombardements aériens de l’Allemagne. Entre le premier et le sixième jour de ce mois, les déplacements orchestrés par la Liverpool Corporation permirent que fussent transférés, hors des murs de la ville, quelque huit mille cinq cents enfants, géniteurs et maîtres d’école, vers des régions champêtres et bourgades éparses du Lancashire, du Pays de Galles, du Cheshire, ainsi que des alentours de Shrewsbury et du Shropshire.
Tandis que les mois s’écoulaient sans qu'aucune attaque aérienne de la Luftwaffe ne se manifestât, nombre de parents reconduisirent leurs enfants à Liverpool. Dès janvier 1940, près de quarante pour cent des jeunes évacués avaient regagné la ville.

### Début du Blitz
Le premier bombardement aérien d’envergure sur Liverpool survint au mois d’août 1940, lorsque cent soixante bombardiers assaillirent la  ville durant la nuit du 28 août.

Cet assaut se perpétua durant les trois nocturnes subséquentes, puis à intervalles réglés tout au long du reste de l’année. Cinquante raids frappèrent la cité au cours de ce trimestre. Certains furent de faible envergure, ne comptant que quelques avions et n’excédant pas quelques minutes, tandis que d’autres, bien plus importants, mobilisèrent jusqu’à trois cents appareils et se prolongèrent au-delà de dix heures. Le dix-huit septembre, vingt-deux prisonniers de la prison de Walton périrent lorsque des projectiles explosifs réduisirent à néant une aile de la prison. 

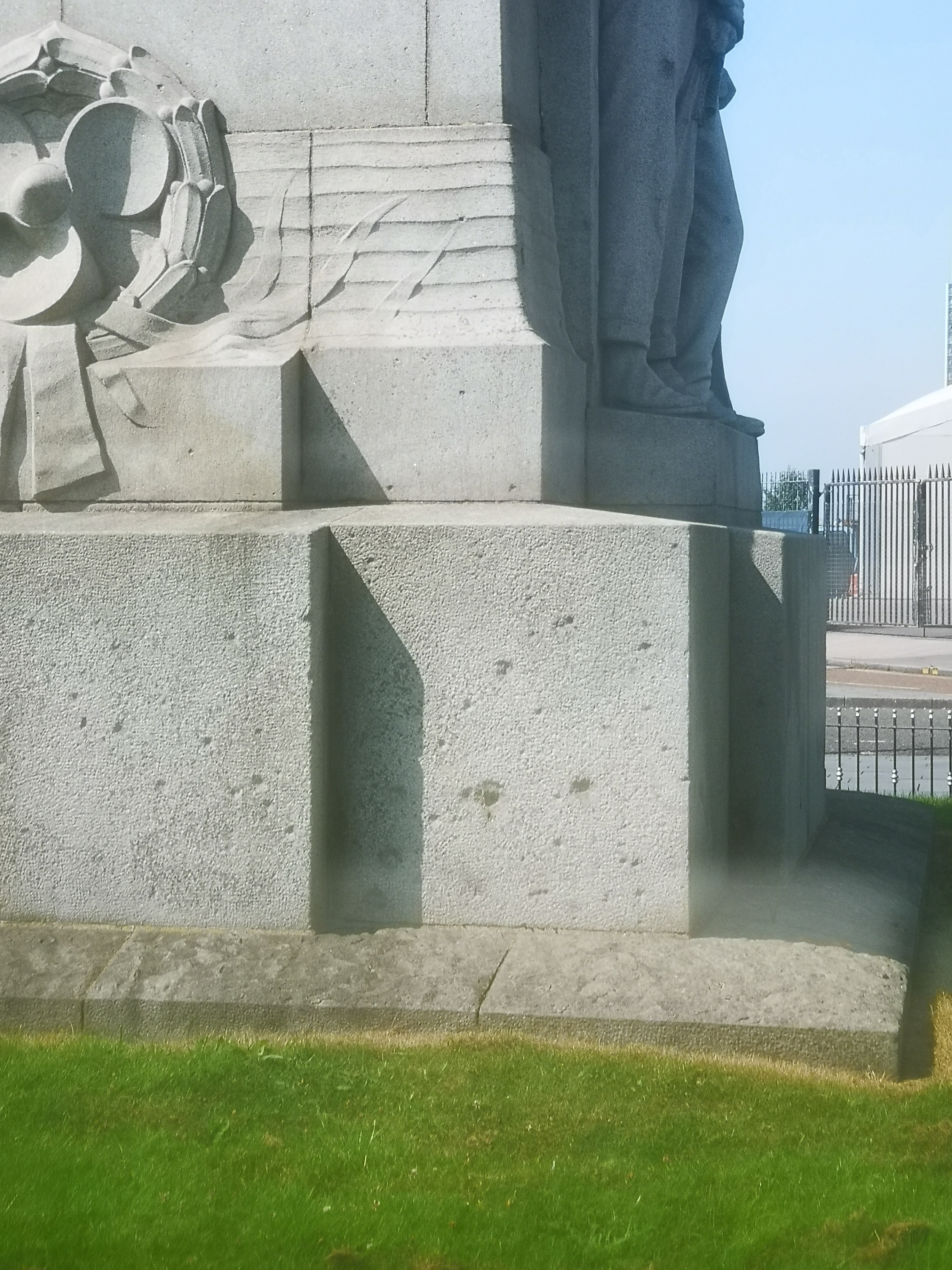
Dégâts causés par des éclats de bombe sur la partie inférieure du mémorial du Titanic aux héros de la salle des machines de la marine, Liverpool, Angleterre

Le vingt-huit novembre, un bombardement d’une ampleur considérable frappa la cité, et le fait le plus tragique survint lorsqu’un projectile atteignit un abri souterrain situé sur Durning Road, occasionnant la mort de 166 personnes. Winston Churchill qualifia cet événement de « 
pire incident de la guerre ».
L’offensive aérienne de 1940 culmina lors du Blitz de Noël, assaut dévastateur qui frappa la capitale britannique durant trois nuits consécutives, du 20 au 22 décembre.

### Blitz de Noël
Une succession de bombardements aériens d’une grande ampleur frappa le Royaume-Uni en décembre 1940, épisode que l’on désigna sous le nom de « Blitz de Noël ». Au cours de ces trois jours, du 20 au 22 décembre, trois cent soixante-cinq personnes périrent sous les déflagrations. Ces assauts aériens furent marqués par plusieurs impacts directs sur des abris antiaériens, occasionnant des pertes civiles considérables. Le 20 décembre, un refuge fut atteint par une bombe, causant la mort de quarante-deux individus ; ce même jour, quarante autres personnes succombèrent sous les voûtes ferroviaires de la Bentinck Street, où nombre d’habitants s’étaient retranchés. Le lendemain, un nouvel effondrement d’abri tua 74 personnes.
Les bombardements ont diminué en intensité après la nouvelle année.

### Blitz de mai

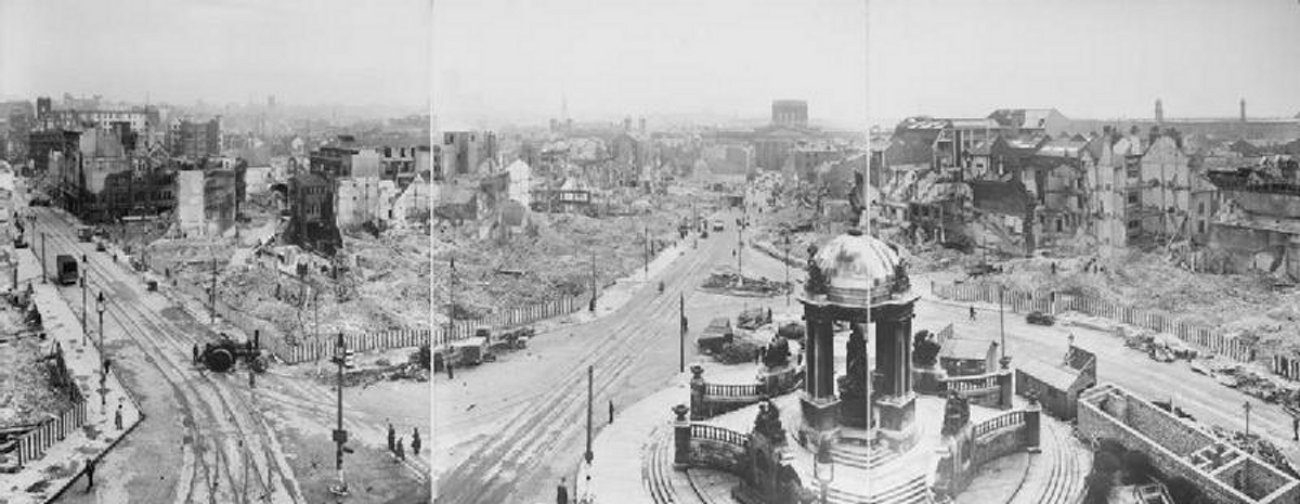
Vue panoramique des dégâts causés par les bombes à Liverpool ; le Victoria Monument au premier plan, la carcasse incendiée de la douane au milieu de la distance.

En mai 1941, le raid aérien sur la région reprit son cours ; un bombardement de sept nuits consécutives ravagea la ville. La première bombe s’abattit sur Seacombe, Wallasey, Wirral, à l’heure de vingt-deux heures et quart, ce premier jour de mai. L’acmé des frappes survint entre le 1er et le 7 mai de cette même année. Six cent quatre-vingt-un bombardiers de la Luftwaffe prirent part à l’opération ; deux mille trois cent quinze projectiles explosifs, ainsi que cent dix-neuf autres engins incendiaires ou à fragmentation, furent déversés. Ces assauts réduisirent à néant soixante-neuf des cent quarante-quatre postes de chargement et occasionnèrent deux mille huit cent quatre-vingt-quinze victimes, tant parmi les civils que les militaires. 

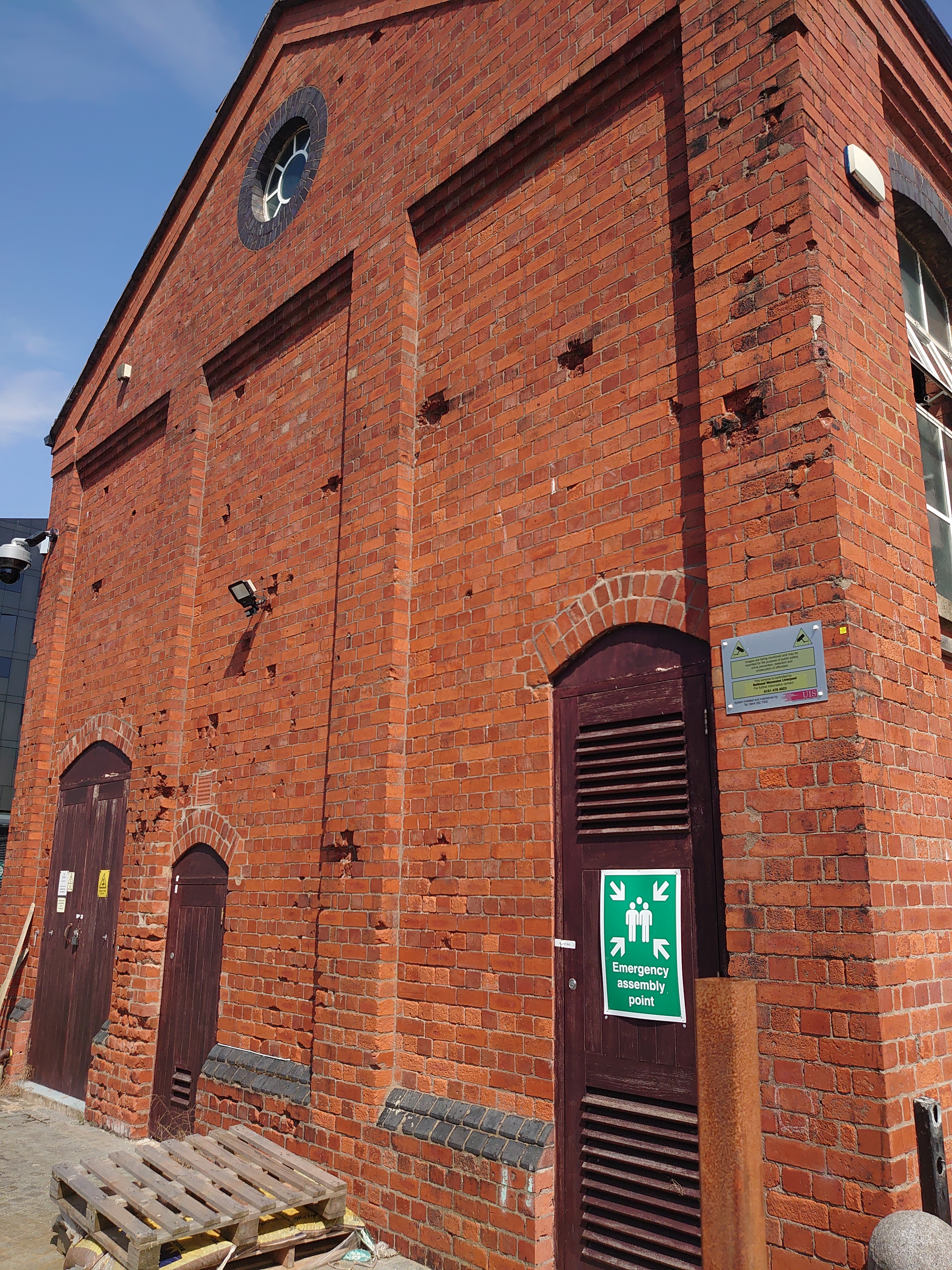
Dommages causés par des éclats de la Seconde Guerre mondiale sur le mur ouest de l'entrepôt ferroviaire Great Western, Liverpool, Angleterre,.

La cathédrale de Liverpool fut atteinte par une bombe à haut pouvoir explosif, laquelle perfora la voûte du transept sud-oriental avant que sa course ne fût déviée par un mur mitoyen de briques, provoquant son explosion en plein vol et occasionnant la brisure de maints vitraux. Un second projectile, non éclos, vint choir sur les degrés du parvis, tandis que des engins incendiaires consumèrent divers agrès dans l’enclos de l’entrepreneur sis à l’occident de l’édifice.
Un sinistre survenu le 3 mai impliqua le SS Malakand, navire fretant des munitions, alors amarré au quai Huskisson. Bien que son explosion ultime soit fréquemment imputée à un ballon de barrage embrasé, cet incendie fut circonscrit. Toutefois, les flammes issues des hangars portuaires, préalablement bombardés, gagnèrent le Malakand, et ce feu ne put être dompté. Malgré les vaillants efforts des sapeurs pour l’éteindre, les ardeurs se propagèrent à la cargaison du bâtiment, composée de mille tonnes de bombes, laquelle détonna quelques heures après la cessation du raid. L’entièreté du quai Huskisson n°2 ainsi que les jetées avoisinantes furent anéanties, et quatre personnes y laissèrent la vie. La déflagration fut d’une telle violence que des débris de la coque furent projetés jusqu’à un parc distant de plus d’un 1,6 km. Il fallut soixante-quatorze heures pour que l’embrasement s’éteignît de lui-même.

Les bombardements intensifs, menés durant sept nuits consécutives, occasionnèrent la ruine intégrale de plus de 6 500 demeures, réduites en cendres par les frappes aériennes, tandis que 190 000 autres édifices subirent d’importants dommages, jetant 70 000 personnes dans le dénuement le plus absolu. Les voies de communication furent pareillement affectées : 500 chaussées se trouvèrent interdites à la circulation, et les rails des chemins de fer ainsi que les lignes de tramway furent anéantis. Les infrastructures urbaines ne furent pas épargnées : 700 conduites d’eau potable et 80 égouts furent endommagés, de même que les réseaux de gaz, d’électricité et de téléphonie. Pour remédier à ce désastre, 9 000 ouvriers, recrutés hors des murs de la cité, et 2 700 soldats s’attelèrent au déblaiement des décombres qui encombraient les artères. Lors de la seule nocturne du 3 au 4 mai, les sapeurs parvinrent à éteindre 400 embrasements. 

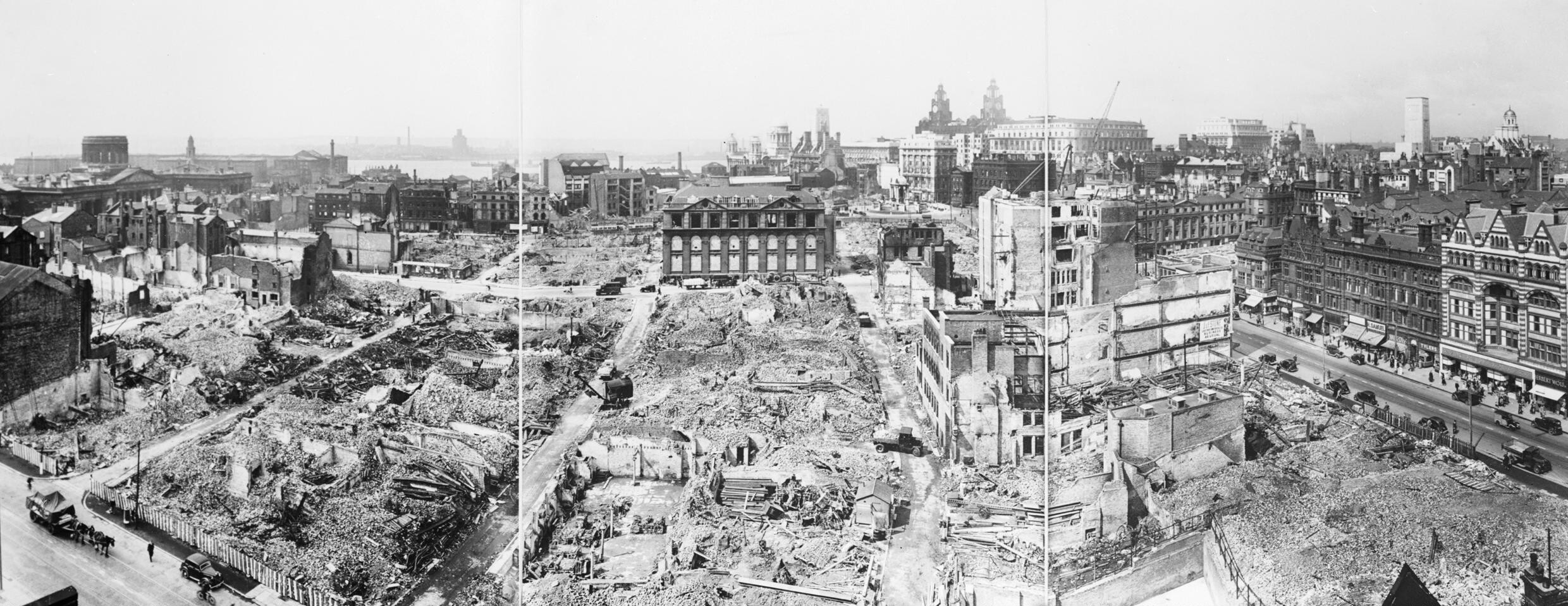
Une autre vue panoramique, regardant vers la rivière Mersey ; Custom House à gauche, Liver Building au milieu.

Bootle, situé au septentrion de la ville, essuya des dommages considérables et de funestes pertes humaines. Un événement marquant fut le bombardement qui frappa de plein fouet un abri antiaérien de la Co-operative Society, sis à l’angle d’Ash Street et de Stanley Road. Bien que le décompte exact des victimes demeurât indéterminé, l’on exhuma plusieurs dizaines de dépouilles, lesquelles furent déposées en une morgue provisoire. Celle-ci, hélas, fut ultérieurement consumée par des incendiaires, avec plus de cent quatre-vingts corps à l’intérieur.
The Times du 5 mai 1941 relatait le compte rendu suivant : « Les Allemands ont déclaré que l'attaque de samedi soir sur Liverpool était l'une des plus lourdes jamais menées par leur armée de l'air sur la Grande-Bretagne. Plusieurs centaines de bombardiers avaient été utilisés, la visibilité était bonne et des quais et des usines industrielles, des entrepôts et des centres d'affaires avaient été touchés. En plus de nombreux incendies plus petits, un incendie, a-t-on affirmé, était plus important que tous ceux observés jusqu'alors lors d'une attaque nocturne. »

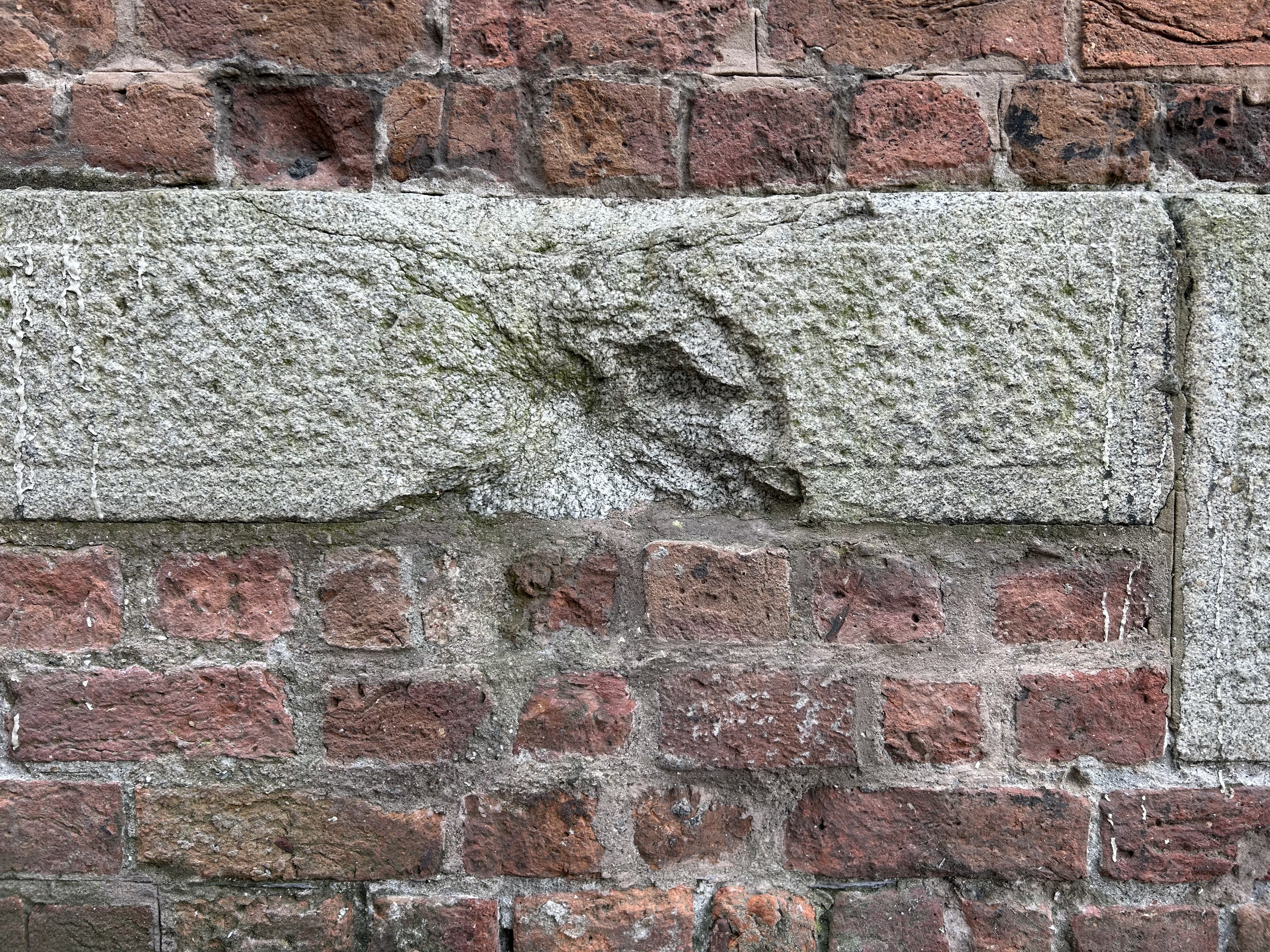
Dégâts causés par des éclats de bombe sur le mur nord-est du Musée maritime de Liverpool, en Angleterre.

### Fin du Blitz
Après les assauts aériens de mai 1941, la fureur des bombardements allemands s’atténua, l’attention d’Hitler se détournant vers l’invasion de l’Union soviétique. Le dernier bombardement allemand sur Liverpool survint le 10 janvier 1942, réduisant en cendres plusieurs demeures de Upper Stanhope Street. Par un concours de circonstances, l’une des maisons anéanties portait le numéro 102, jadis habitée par Alois Hitler, demi-frère d’Adolf Hitler, et lieu où avait vu le jour William Patrick Hitler, neveu du dictateur. La maison ne fut jamais rebâtie, et l’emplacement finit par être démembré de ses habitations, laissant place à une étendue herbue.
À l’issue des bombardements allemands, le bilan des victimes s’éleva à 2 716 personnes à Liverpool, 442 à Birkenhead, 409 à Bootle et 332  à Wallasey.

### Conséquences

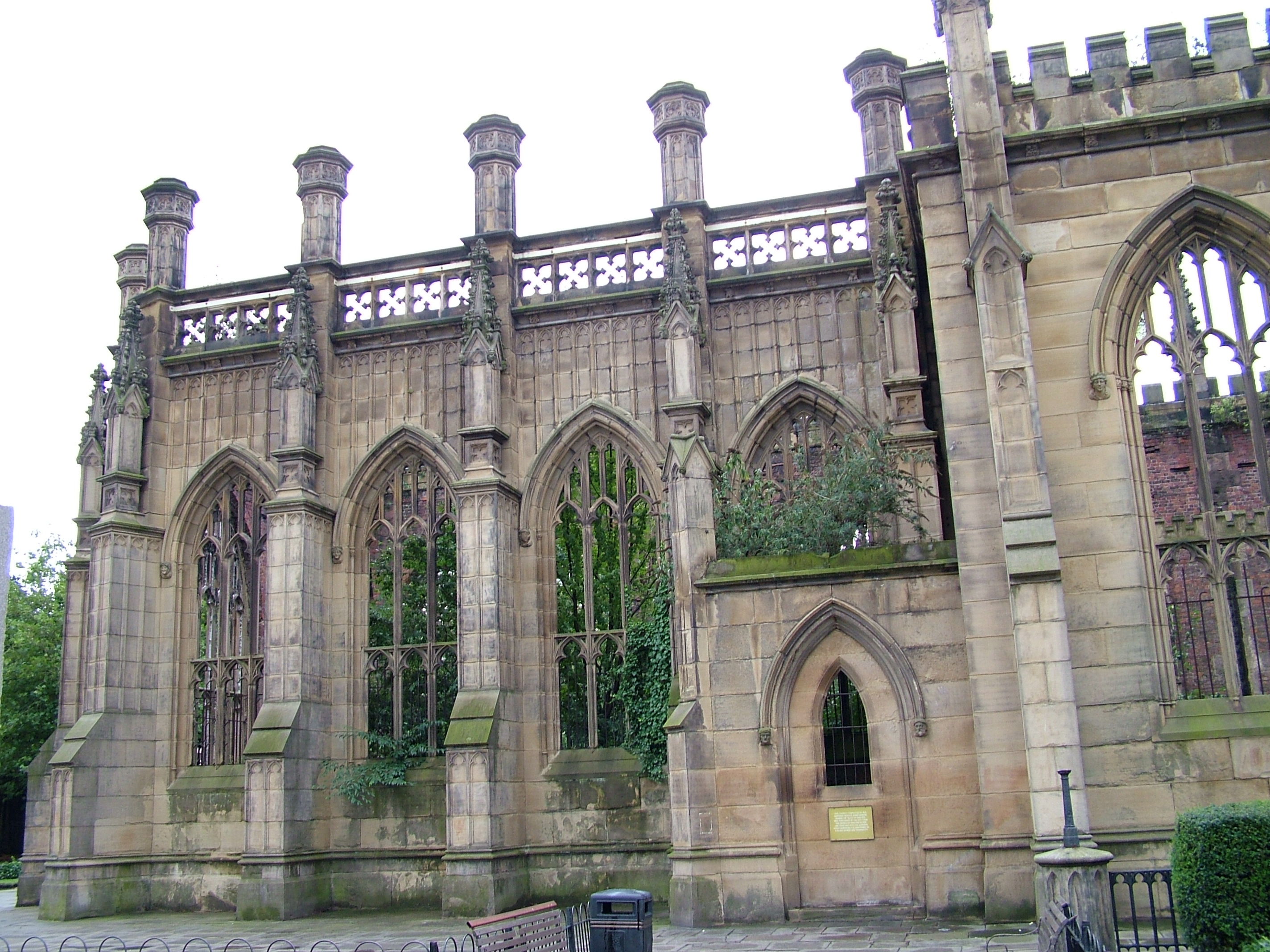
Des arbres poussent désormais dans la coque de l'église Saint-Luc

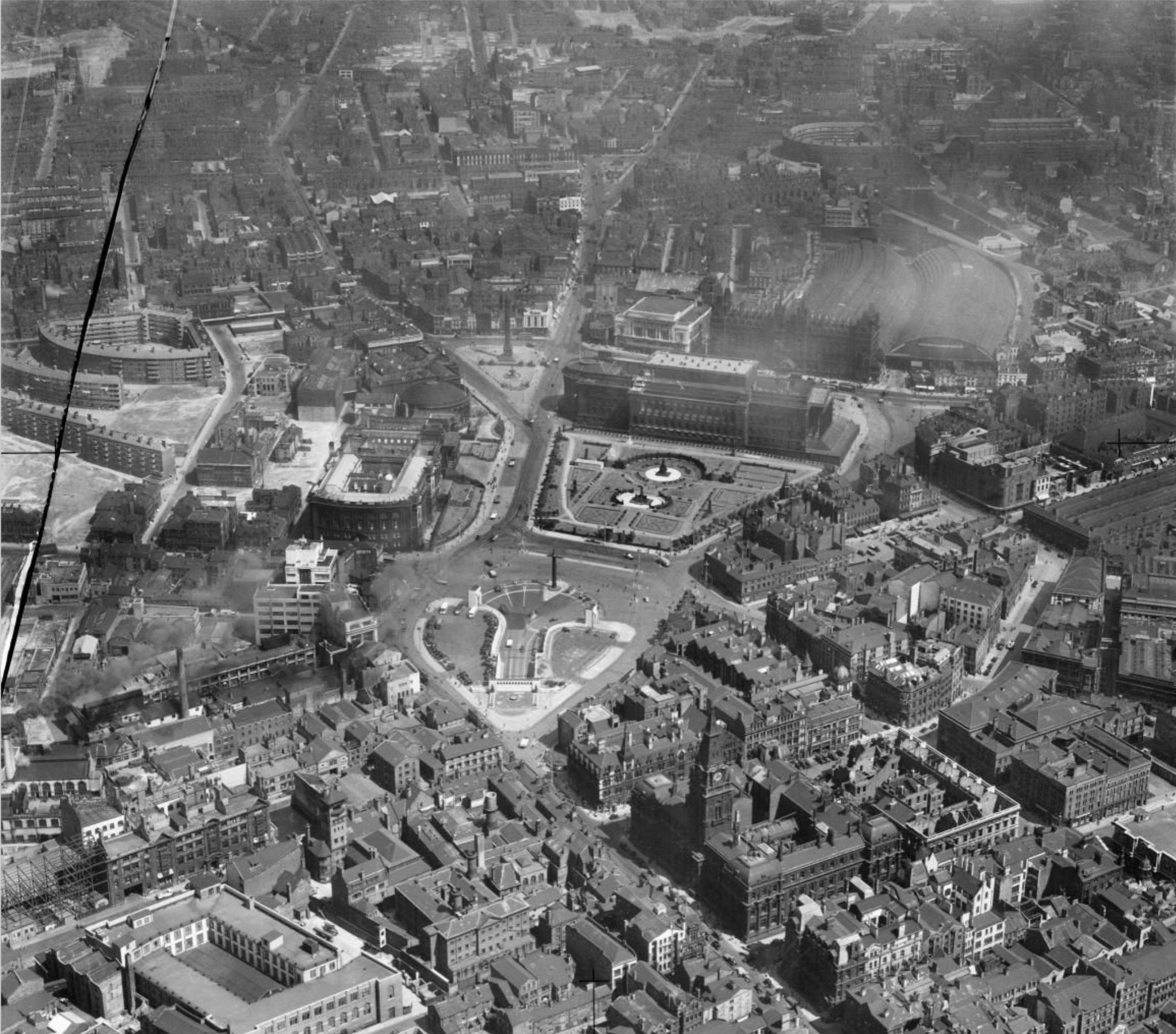
Le quartier de Lime Street à Liverpool en 1946

De nos jours, l’un des témoignages les plus saisissants du Blitz à Liverpool demeure la carcasse calcinée de l’église Saint-Luc, érigée en plein cœur de la cité. Cet édifice religieux fut réduit en cendres par une bombe incendiaire le cinquième jour de mai 1941, au plus fort des assauts aériens. Bien que dévastée par les flammes, sa structure résista miraculeusement à l’anéantissement, et sa silhouette, se dressant en surplomb de la ville, servit longtemps de memento funèbre aux souffrances endurées par Liverpool et ses alentours. Par la suite, ces vestiges furent aménagés en un jardin commémoratif, voué à honorer la mémoire des milliers d’hommes, de femmes et d’enfants qui périrent sous les bombardements frappant la région.
Parmi les édifices anéantis par les bombardements du Blitz figurent l’hôtel des douanes, les Bluecoat Chambers et le musée de Liverpool. Toutefois, nombre de ces bâtiments furent restaurés durant l’après-guerre, tandis que la douane, en revanche, fut abattue non sans susciter de vives controverses.
« En mai 1941, à l’issue d’une visite à Liverpool et ses alentours, le Premier ministre britannique Winston Churchill déclara : « Je vois les dégâts causés par les attaques ennemies, mais je vois aussi... l'esprit d'un peuple non conquis.. » 

## Victimes notables
- Mary Lawson, actrice de cinéma et de théâtre[18],[19].
- Francis William Lionel Collings Beaumont, héritier du seigneur de Sercq et officier de la RAF[18],[19].

### Sources
1. ↑  « CITiZAN - Blogs - Raiders over the River Mersey », www.citizan.org.uk (consulté le 9 août 2024)
2. 1 2 3 4  « Spirit of the Blitz - Merseyside Maritime Museum, Liverpool museums » [archive du 20 février 2022], Liverpoolmuseums.org.uk (consulté le 18 février 2019)
3. ↑  Hodgson, « 'Too ghastly to believe'? Liverpool, the press and the May Blitz of 1941 » [archive du 20 février 2019], Journalism Education, Association for Journalism Education (consulté le 12 juin 2020)
4. 1 2  « Coming danger - Merseyside Maritime Museum, Liverpool museums » [archive du 25 février 2019], Liverpoolmuseums.org.uk (consulté le 18 février 2019)
5. ↑  Richard Whittington-Egan, The Great Liverpool Blitz, The Gallery Press, Liverpool Dossier Series, 1987 (ISBN 0-900389-27-3), p. 34
6. ↑  Waddington, « 70th anniversary of Durning Road bomb disaster that claimed 166 Liverpool lives » [archive du 30 novembre 2020], Liverpool Echo, 25 novembre 2010 (consulté le 15 novembre 2021)
7. 1 2 3  « Studenten Karriere Portal Ausbildung | NWLG-BLOG | » [archive du 24 janvier 2011], Studium - Karriere - Ausbildung (consulté le 15 novembre 2021)
8. ↑  « Liverpool May Blitz remembered with parade and ceremony » [archive du 13 octobre 2012], Liverpool Echo, 30 avril 2011 (consulté le 22 août 2013)
9. ↑  « CITiZAN - Blogs - Blitz defence at Formby », www.citizan.org.uk (consulté le 9 août 2024)
10. ↑  « CITiZAN - Blogs - The scars of war », www.citizan.org.uk (consulté le 9 août 2024)
11. ↑  Whittington-Egan 1987, p. 24.
12. ↑  « E. Chambré Hardman Archive » [archive du 27 septembre 2007] (consulté le 7 février 2012)
13. 1 2  « The Liverpool Blitz » [archive du 8 novembre 2021], Imperial War Museums (consulté le 15 novembre 2021)
14. ↑  « May Blitz - Merseyside Maritime Museum, Liverpool museums » [archive du 7 février 2019] (consulté le 5 février 2019)
15. ↑  « Bombing of the Co-op Shelter, Bootle » [archive du 23 août 2018], LIVERPOOL BLITZ 70 (consulté le 27 août 2018)
16. ↑  « The Scouse Hitler » [archive du 22 avril 2012], Bbc.co.uk (consulté le 15 novembre 2021)
17. ↑  « E. Chambré Hardman Archive » [archive du 12 juin 2012] (consulté le 7 février 2012)
18. 1 2  « Second Raid on Humber Area Many Casualties, Other Attacks in North Midlands », The Times,‎ 10 mai 1941, p. 2
19. 1 2  « Mary Lawson, British Actress, Killed in Raid », Chicago Tribune,‎ 10 mai 1941, p. 8